# Спальня Джека-потрошителя
«Спальня Джека-потрошителя» (англ. «Jack the Ripper's Bedroom») — картина британского художника Уолтера Ричарда Сикерта, созданная им в 1906—1907 годах. Принято считать, что на полотне художник изобразил спальню собственной квартиры, которую снимал в Лондоне по адресу Морнингтон Кресент, 6. Современники живописца впоследствии вспоминали, что он испытывал живой интерес к личности неуловимого преступника, утверждал, ссылаясь на слова квартирной хозяйки, что живёт в квартире, которую за 18 лет до него занимал Джек-потрошитель, и даже представлялся незнакомым девушкам как этот преступник. Ещё в 1970-е годы высказывалось мнение, что в молодости Сикерт мог быть каким-то образом связан с преступлениями Джека-потрошителя. Некоторые современные исследователи предполагают, что художник был самим Джеком-потрошителем.
Вплоть до 1980 года полотно находилось в частной коллекции одной из бывших натурщиц художника и практически не было известно даже искусствоведам. В настоящее время картина входит в коллекцию Манчестерской художественной галереи в Великобритании.
Искусствоведы по разному трактуют изображение на картине «Спальня Джека-потрошителя», а также творческий метод, использованный при её создании, пытаются сопоставить эту картину с полотнами из серии «Убийство в Кэмден-Тауне», созданной Уолтером Сикертом по мотивам кровавой драмы, разыгравшейся в Лондоне в сентябре 1907 года. Высказывалось предположение, что события личной жизни художника, которые побудили Сикерта написать эту картину, легли в основу рассказа, а позже и написанного на его основе романа Мэри Аделаид Беллок Лаундз «Жилец» (1911 и 1913 годы), а также фильма Альфреда Хичкока «Жилец: история лондонского тумана» (1927).

## Изображение на полотне
Изображение на картине «Спальня Джека-потрошителя» погружено во мрак. Зрителю открывается вид из коридора через раскрытую настежь дверь в тёмную комнату. Деревянный стул стоит на переднем плане. По предположению искусствоведов Манчестерской художественной галереи, он находится в коридоре, слева от открытой двери. В полумраке спальни зритель, с их точки зрения, в состоянии различить туалетный столик и стул. Свет в комнату проникает через узкие щели горизонтальных ламелей жалюзи, которые закрывают большое окно в задней части комнаты. Предметы мебели, находящейся в спальне, настолько расплывчаты, что можно предположить, что на стуле сидит человек, однако, по убеждению искусствоведов Манчестерской художественной галереи, в комнате, изображённой на картине, никого всё-таки нет.
По-другому интерьер изображённой художником комнаты описывает Патрисия Корнуэлл. Она получила широкую известность как писательница, однако средства массовой информации и специалисты отмечают, что её выводы основаны «на тщательном и ультра-документированном использовании методов» судебной медицины и криминалистики. Патрисия Корнуэлл длительное время работала компьютерным специалистом в Институте криминалистики в Ричмонде в штате Виргиния и проходила курсы прикладной патологии в штаб-квартире ФБР.
Картина, по словам Корнуэлл, написана с точки зрения наблюдателя, находящегося перед открытыми двойными дверями, которые ведут в маленькую мрачную комнатку. По её мнению, в комнате изображена железная кровать, а за ней — тёмное зеркало. В нём отражаются смутные очертания мужской фигуры. По предположению Корнуэлл, замысел художника подразумевает, что это и есть убийца — Джек-потрошитель.

## История создания картины и её судьба

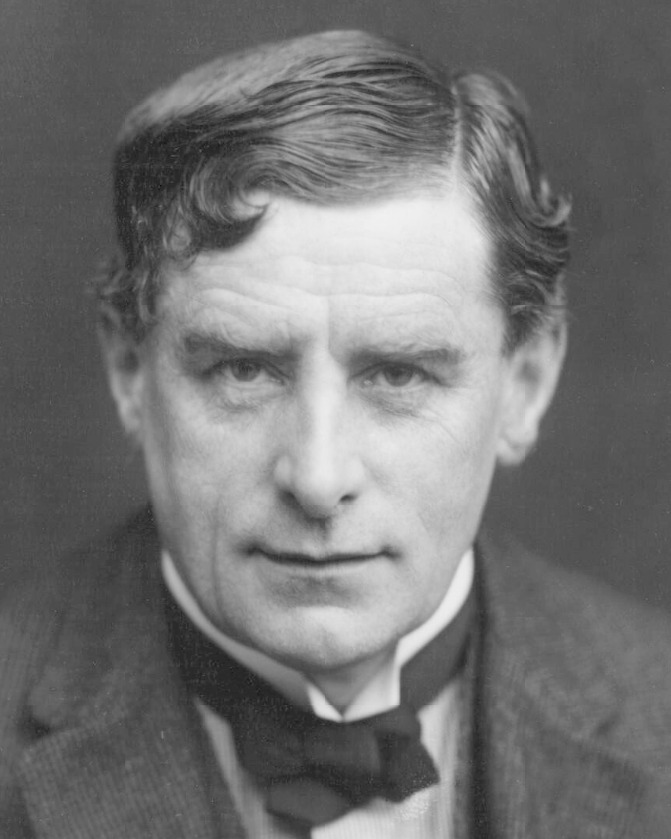
Уолтер Сикерт на фотографии Джорджа Чарльза Бересфорда 1911 года

### Уолтер Сикерт во время создания картины
Искусствоведы Манчестерской художественной галереи видели в картине «Спальня Джека-потрошителя» творческий эксперимент и вызов традиционным способам изображения окружающего мира, характерные для искусства начала XX века. Художники этого времени по-новому подходили к традиционным жанрам, таким, как портрет, пейзаж или интерьерный жанр. Границы между дизайном и декором при этом размывались, индивидуальный подход в творчестве противостоял академическому авторитету. Произведение искусства создавалось таким образом, чтобы оно было доступным стеснённому в средствах обывателю и в размерах, подходящих для его скромного жилища. Теряли свои позиции популярные незадолго до этого модернисты. Художественные образы упрощались и распадались на фрагменты. В творчестве художников воплощались фантазии, импровизация и подсознательная тревога.
В 1905 году Уолтер Сикерт возвратился в Англию после семилетнего проживания за пределами родины — в городе Дьеппе во Франции и в Венеции. Он снял квартиру в лондонском районе Кэмден-Таун. В настоящее время на доме по адресу на Морнингтон Кресент 6, где жил Сикерт, в его честь установлена мемориальная доска. В начале XX века здесь был бедный рабочий квартал, неблагополучный и небезопасный. Вместе с художниками Джоном Огастесом и Люсьеном Писсарро, сыном импрессиониста Камиля Писсарро, Сикерт отстаивал наиболее радикальные позиции в британском изобразительном искусстве. Во второй половине 1900-х годов он стал поднимать в своих работах проблемы тревоги, разочарования и ужаса. Уже в 1911 году Сикерт стал лидером влиятельного объединения английских художников-постимпрессионистов Кэмден Таун. Современники воспринимали его полотна как пугающие и неоднозначные.
Патрисия Корнуэлл, описывая личность художника и ссылаясь на отзывы его современников, утверждала, что быть Сикертом означало «быть „хамелеоном“, „позёром“»: «Он был Сикертом в ярком клетчатом пальто, который часами бродил по зловещим переулкам и улицам Лондона. Он был Сикертом — фермером, деревенским помещиком или бродягой. Он был сердцеедом в очках и котелке или денди в чёрном галстуке. Он был эксцентричным человеком в шлёпанцах, идущим навстречу поезду. Это был Джек-потрошитель с низко надвинутой на глаза фуражкой и красным шарфом на шее, работавший в темноте студии, освещённой слабым светом фонаря с выпуклым стеклом (англ. «bull's eye lantern»)».
Британский искусствовед Деннис Саттон в своей биографии художника, изданной в 1976 году, пересказал, по его словам, странную историю, «вполне соответствующую театральному характеру» Сикерта. Однажды ночью группа девушек, наткнувшись на него на Копенгаген-стрит, в ужасе убежала после того, как Сикерт заявил им, что он — Джек-потрошитель. Этот инцидент, по мнению Саттона, должен был произойти между 31 августа и 9 ноября 1888 года, когда загадочным преступником были совершены пять убийств. Несколько по-иному предстаёт это же событие в описании доктора философии по истории искусства Уильяма Рафа на основе рассказа Роберта Эммонса, издавшего книгу «Жизнь и мнения Уолтера Ричарда Сикерта» в 1942 году. Он рассказывал, что группа девушек ошибочно опознала Сикерта как Потрошителя: «Он носил яркое клетчатое пальто почти до щиколоток и небольшую сумку для своих рисунков. Однажды ночью на Копенгаген-стрит группа молодых девушек в ужасе убежала от него, крича: „Джек-потрошитель, Джек-потрошитель!“». В своей диссертации Раф делал акцент на артистизме Сикерта и театральности его поведения в обществе.
Сикерт всерьёз интересовался убийствами Потрошителя. Как отметила художница Марджори Лилли, его увлекали истории о ошибках следствия и он воспринимал себя «кем-то вроде кабинетного детектива»: «Его привлекали только нераскрытые преступления, для решения которых у него были бесконечные правдоподобные теории». Саттон приводил редко упоминаемый факт «живого интереса Сикерта к преступности». Он рассказал художнику Киту Бейнсу, что якобы нарисовал Джека-потрошителя в 1906 году. Патрисия Корнуэлл нашла в архивах Саттона, хранящихся в университете Глазго, упоминание о картине «Потрошитель», которую Сикерт написал уже в 1930-е годы. Сикерт также заявлял, что жил в том же доме, что и убийца.
Денис Саттон писал, что художник «был очарован криминалом и играл с вариантами на эту тему». Искусствовед отмечал, что этот интерес к преступности он сохранил и в годы Первой мировой войны. Французский художник Андре де Сегонзак упоминал в одном из писем спустя целых 48 лет, что Сикерт засыпал его рассказами о преступлениях во время встречи в Лондоне в 1920 году.

### Картина «Спальня Джека-потрошителя» и её первые владельцы
В 2004 году Патрисия Корнуэлл, со слов Говарда Смита, куратора Манчестерской художественной галереи, датировала картину «Спальня Джека-потрошителя» 1908 годом. Именно тогда, по мнению писательницы, картина была написана художником в его собственной квартире на Морнингтон Кресент. Британский художник, гравёр и искусствовед Уильям Ротенштейн так отзывался об этой квартире: «Мастерство, с которым Уолтер Сикерт отыскивает самый мрачный дом и самую ужасную мастерскую, всегда было предметом моего искреннего удивления и восхищения. Сам он был так тонок, так обходителен, так привередлив в одежде. Уж не было ли это дендизмом „от противного“?».
В своей новой книге о Сикерте, изданной в 2017 году, Патрисия Корнуэлл датировала полотно уже 1907 годом. Венди Бэрон, автор монографии о творчестве художника, воздерживалась от датировки полотна. На сайте Манчестерской художественной галереи картина датирована в настоящее время 1906—1907 годами. Пол Бегг и Мартин Файдо в энциклопедии, посвящённой Джеку-потрошителю, указывали более осторожную датировку — около 1907 года.
Техника исполнения картины — масляная живопись по холсту. Профессор Венди Бэрон в монографии о творчестве Сикерта определила её размер как 50,8 × 40,6 см. Несколько иные цифры приводит официальный сайт галереи: размер холста — 50,8 × 40,7 см, а в раме — 59,2 × 48,8 см. Картина находится в настоящее время в коллекции Манчестерской художественной галереи. Её инвентарный номер — 1980.303. Полотно поступило в музей в 1980 году по завещанию Мэри Сисели Тэтлок.

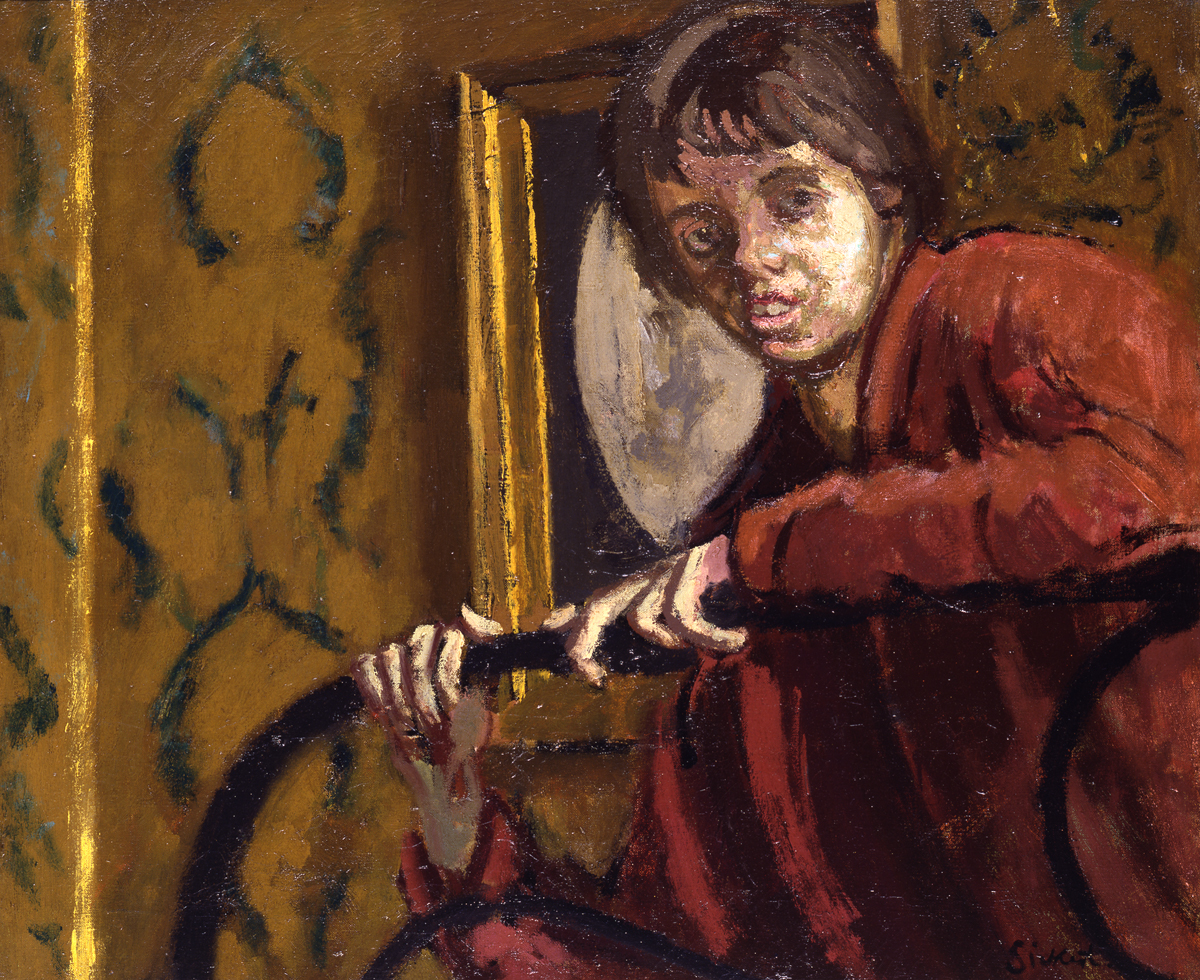
Уолтер Сикерт. Портрет Сисели Хэй. 1922—1923. Коллекция Британского совета

В начале 1920-х годов Сикерт рисовал молодую художницу Мэри Сисели Хэй (позже в браке — миссис Р. Тэтлок). Именно ей он подарил картину «Спальня Джека-потрошителя». До этого времени она была собственностью самого художника, но где конкретно находилась картина с 1907 года, когда она была написана, до передачи Хэй в дар, неизвестно. Художник не имел обыкновения афишировать некоторые свои картины. Пытаясь объяснить причины передачи своей натурщице именно этой картины в подарок Корнуэлл писала: «Почему художник подарил её Сисели Хэй, тоже остается загадкой, если только не предположить, что его одолевали жестокие сексуальные фантазии относительно этой девушки».
Патрисия Корнуэлл отмечала, что на протяжении большей части своей карьеры Сикерт писал обнажённых женщин-моделей. За запертыми дверями студии он внимательно рассматривал позирующих натурщиц, дотрагивался до них. Его сексуальное желание, подчёркивала Корнуэлл, не могло быть удовлетворено, поэтому «разочарование должно было быть мучительным». Владелица картины «Спальня Джека-потрошителя» Мэри Сисели Хэй вспоминала, что в начале 1920-х годов, когда Сикерт писал её, то однажды сел рядом с ней на диван в студии. Без предупреждения или объяснения он начал рыдать. Художник назвал один из портретов Сисели Хэй «Смерть и девушка». Точная дата перехода картины «Спальня Джека-потрошителя» в собственность молодой художницы неизвестна. Патрисия Корнуэлл предполагала, что это могло произойти в широком временном интервале между началом 1920-х, когда Хэй начала позировать художнику, и его смертью в 1942 году. В письме искусствоведу Джону Расселу от 30 сентября 1958 года Сисели Хэй связывала название полотна «Спальня Джека-потрошителя» с тем, что, со слов Сикерта, таинственный убийца был студентом-ветеринаром, который когда-то проживал в квартире на Морнингтон Кресент, где во время создания картины жил сам художник.
Патрисия Корнуэлл отмечала, что отсутствие информации у искусствоведов о картине «Спальня Джека-потрошителя» за тот период, когда она находилась у Хэй, могло быть связано не только с волей её владелицы, но и условием, поставленным самим автором. Корнуэлл писала по этому поводу: «Сикерт оставил очень много распоряжений относительно того, какие из его работ могут быть выставлены. Даже если он дарил картину другу (как и случилось с картиной „Спальня Джека-потрошителя“), он мог просить будущего владельца выставлять её на определённых выставках или хранить дома. Некоторые из его работ явно являются частью зловещей игры „поймай меня, если сможешь“».

### Картина в коллекции Манчестерской художественной галереи

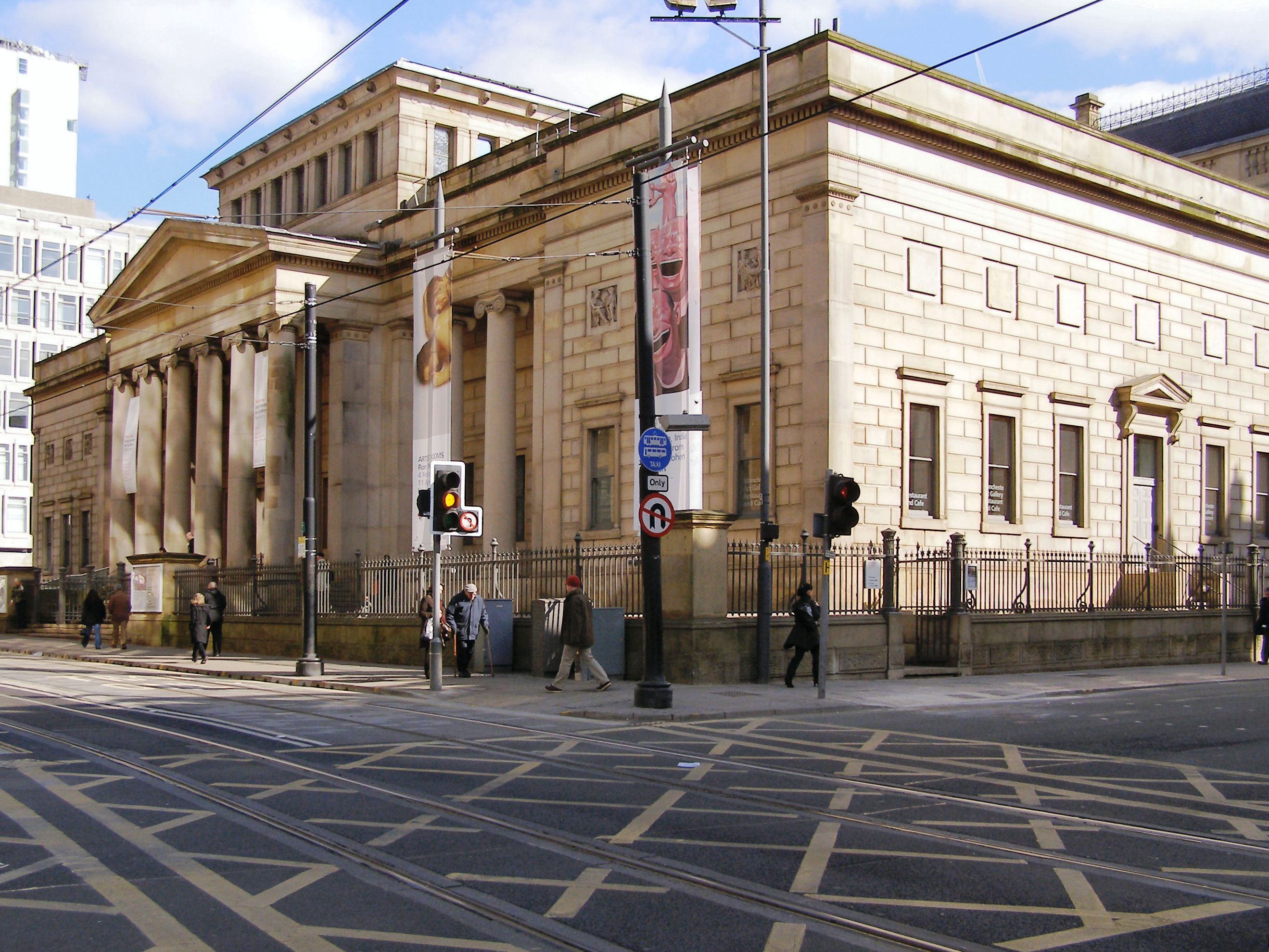
Манчестерская художественная галерея

В 1980 году «Спальня Джека-потрошителя» была завещана её собственницей Мэри Сисели Тэтлок Манчестерской художественной галерее. Патрисия Корнуэлл уточняла в книге 2017 года, что по своему завещанию Тэтлок оставила галерее не только «Спальню Джека-потрошителя», но и один из своих портретов, выполненных Сикертом.

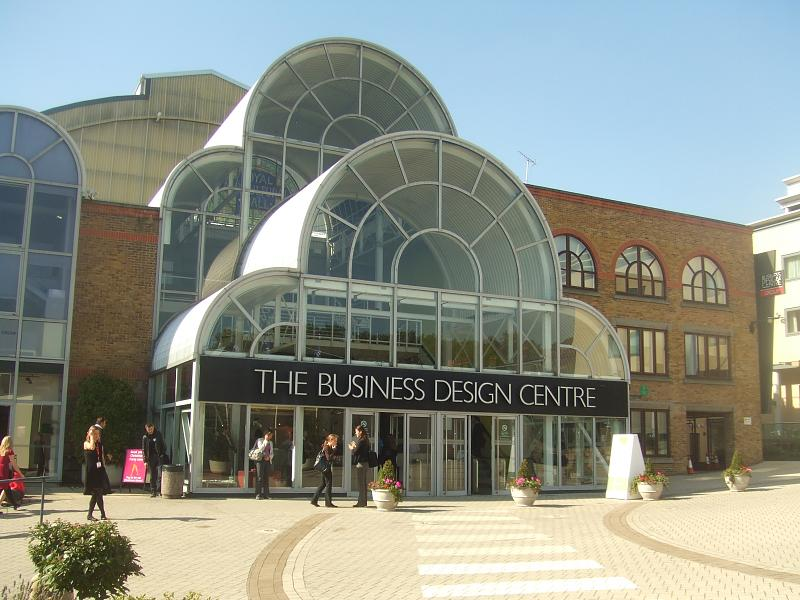
Центр бизнес-дизайна, где традиционно проводится Лондонская художественная ярмарка

2 сентября 1980 года хранитель коллекции изобразительного искусства галереи Джулиан Трейерс сообщал историку искусства Венди Бэрон, специалисту по творчеству Уолтера Сикерта: «Мы только что получили по завещанию две картины маслом Сикерта от миссис Тэтлок, урождённой Сисели Хэй. Это — „Спальня Джека-Потрошителя“ (холст, масло, 20 × 16 дюймов) и „Портрет Сисели Хэй“ (холст, масло, 24 × 20 дюймов)… Я полагаю, Вы их знаете, и мне интересно, есть ли у Вас какие-либо комментарии к ним. „Спальня Джека-Потрошителя“ похожа на №№ 213 и 259 в Вашем каталоге — „Обнажённая с Морнингтон Кресент“ [англ. „Mornington Crescent Nude“], 1906—1907». В ответном письме, написанном 12 октября того же года, Бэрон поблагодарила Трейерса за его письмо и приложенные к нему фотографии двух картин. Она подтвердила уже высказанное к этому времени предположение, что «Спальня Джека-Потрошителя» запечатлела интерьер Морнингтон Кресент 6, где Уолтер Сикерт жил в соответствии с её данными с 1905 по 1907 год.
Картина «Спальня Джека-потрошителя» находилась в запасниках галереи в течение двадцати двух лет. Патрисия Корнуэлл так охарактеризовала отношение к полотну Сикерта в это время: «И эту картину доктор Бэрон не включала в свои исследования творчества художника. Я никогда о ней не слышала. Не знал о ней и доктор Робинс, не знали в галерее Тейт. Никто из тех, с кем я беседовала, не имел представления об этой картине». В настоящее время она присутствует на официальном сайте музея, где можно увидеть и другие картины и рисунки художника, находящиеся в собрании галереи.
«Спальня Джека-Потрошителя» Уолтера Сикерта была представлена на Лондонской художественной ярмарке в январе 2018 года в рамках выставки Art UK «Искусство нации: выбор пяти художников». Art UK — онлайн-каталог публичных коллекций произведений искусства Великобритании. Он пригласил пять современных художников, каждый из которых выбрал для демонстрации на выставке по пять работ, размещённых на веб-сайте Art UK. Британский художник, фотограф, скульптор и режиссёр Мэт Коллишоу выбрал «Спальню Джека-Потрошителя» Сикерта для демонстрации вместе с работами Уильяма Орпена и Кэролайн Уокер.

## Картина и гипотеза о Сикерте — Джеке-потрошителе

### Гипотезы о причастности Сикерта к убийствам Джека-потрошителя

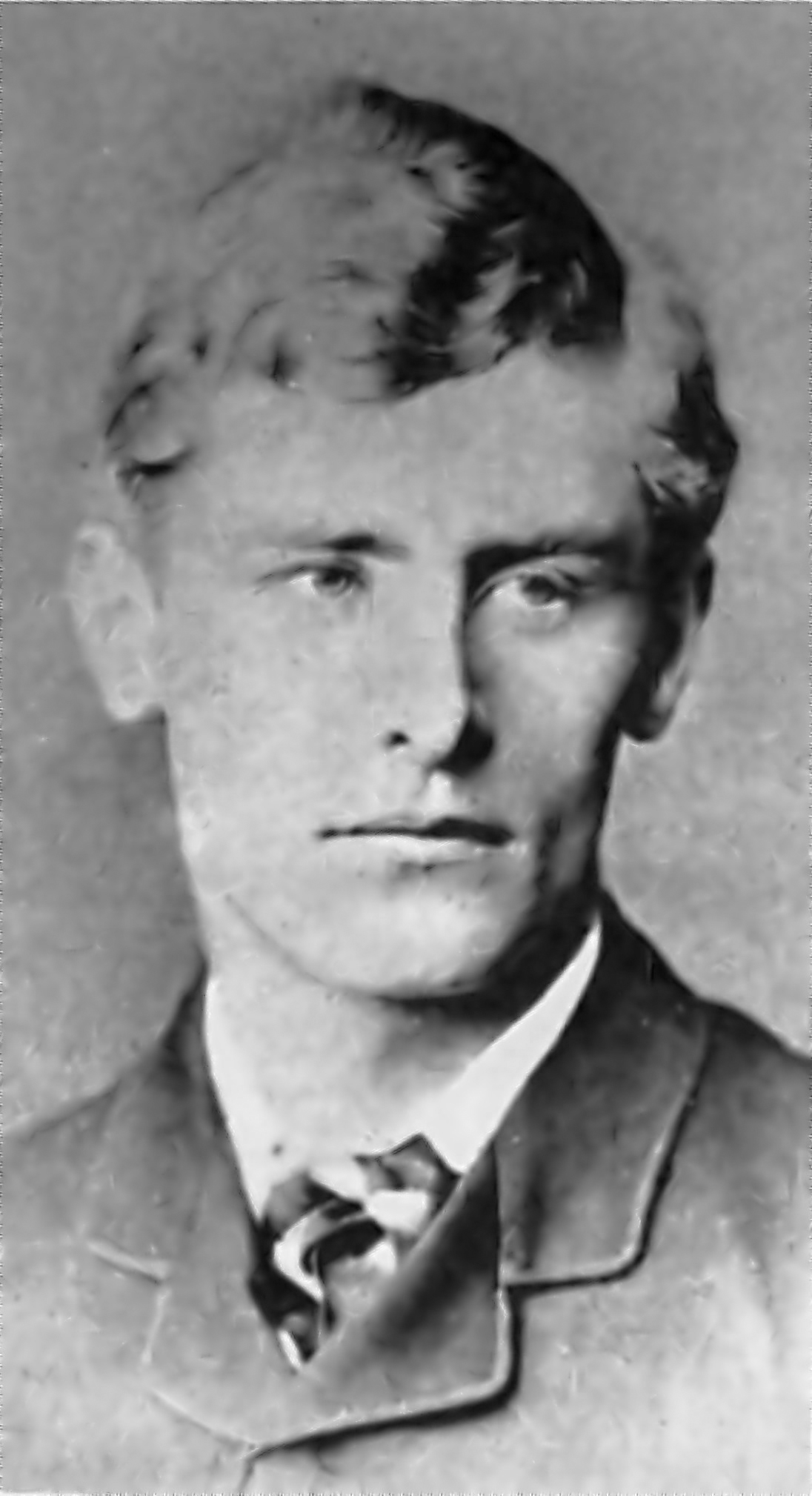
Уолтер Сикерт в 1884 году

В 1976 году журналист и писатель Стивен Найт, автор маргинальной теории заговора масонов и британской королевской семьи в деле Джека-потрошителя, в своей книге «Джек-потрошитель: Окончательное заключение» утверждал, что Сикерт был вынужден стать соучастником в преступлениях неуловимого убийцы. Информацию он получил от некоего Джозефа Гормана, который называл себя незаконнорождённым сыном Сикерта. Позже он утверждал, что его бабушка Энн Крук (католичка по вере), работая продавщицей на Кливленд-стрит, тайно вышла замуж за старшего сына будущего короля Эдуарда VII принца Альберта Виктора (он приходился внуком правившей тогда королеве Виктории), который, со слов Гормана, брал уроки рисования у молодого Уолтера Сикерта в студии неподалёку. О тайном браке узнала Мэри Джейн Келли, местная проститутка и подруга Энн, которая попыталась использовать эти факты для шантажа. Лорд Роберт Солсбери, премьер-министр Великобритании, убедил королевского врача Уильяма Галла вместе с двумя подручными-масонами начать тщательно спланированную серию убийств. Мэри Келли и её подруги, которые знали тайну, должны были быть убиты.
Сама Энни Крук, по словам Джозефа Гормана, была похищена и помещена в психиатрическую лечебницу, а её дочь после двух покушений на убийство девочки была увезена в Дьепп Уолтером Сикертом, где и воспитывалась длительное время. Впоследствии она вернулась в Лондон и вышла замуж за некоего Уильяма Гормана, а позже стала любовницей Сикерта и матерью Джозефа. Джозеф Горман утверждал, что Уолтер Сикерт знал о тайне Потрошителя, но не участвовал напрямую в заговоре (этим его трактовка отличается от версии Найта, который считал живописца соучастником). Художник якобы разместил зашифрованные ссылки на события, в тайну которых оказался посвящён, в некоторых своих картинах и перед своей смертью в 1942 году рассказал правду о событиях юному Джозефу. Горман позже признал, что лгал. В 1978 году он заявил корреспонденту газеты The Sunday Times, что вся его история Потрошителя была «мистификацией», но продолжал настаивать, что является сыном Сикерта.
В 1990 году выпускница Лондонского университета и Академии Жюлиана Джейн Овертон Фуллер в своей книге «Сикерт и преступления Потрошителя» сделала вывод, что сам Сикерт был убийцей. Она утверждала, что 12 апреля 1948 года её мать сообщила ей, кем был Джек-потрошитель. Вайолет Овертон Фуллер была хорошо знакома и состояла в переписке с художницей Хэмфри Холланд, урождённой Флоренс Паш, близкой подругой Уолтера Сикерта на протяжении многих лет. Вайолет Фуллер и Холланд издали книгу под названием «Письма от Уолтера Сикерта к Флоренс Паш», в которую вошли некоторые письма Сикерта к художнице. Ни письма, ни комментарии к ним никак не затрагивают тему убийств в Уайтчепеле, однако Холланд в процессе работы над изданием якобы раскрыла Вайолет Овертон Фуллер информацию о связи Сикерта с убийствами. Сикерт, по её утверждению, не только признался Флоренс Паш, что видел тела жертв, но и нарисовал их по памяти. Холланд, которой он эти картины показал, по словам Фуллер, утверждала, что «не могла смотреть на них. Картины истекающих кровью, изуродованных трупов, которые он сделал по памяти». Фуллер, как и её мать, пришла к выводу, что, если Сикерт видел тела жертв, то он, вероятно, и был Джеком-потрошителем.

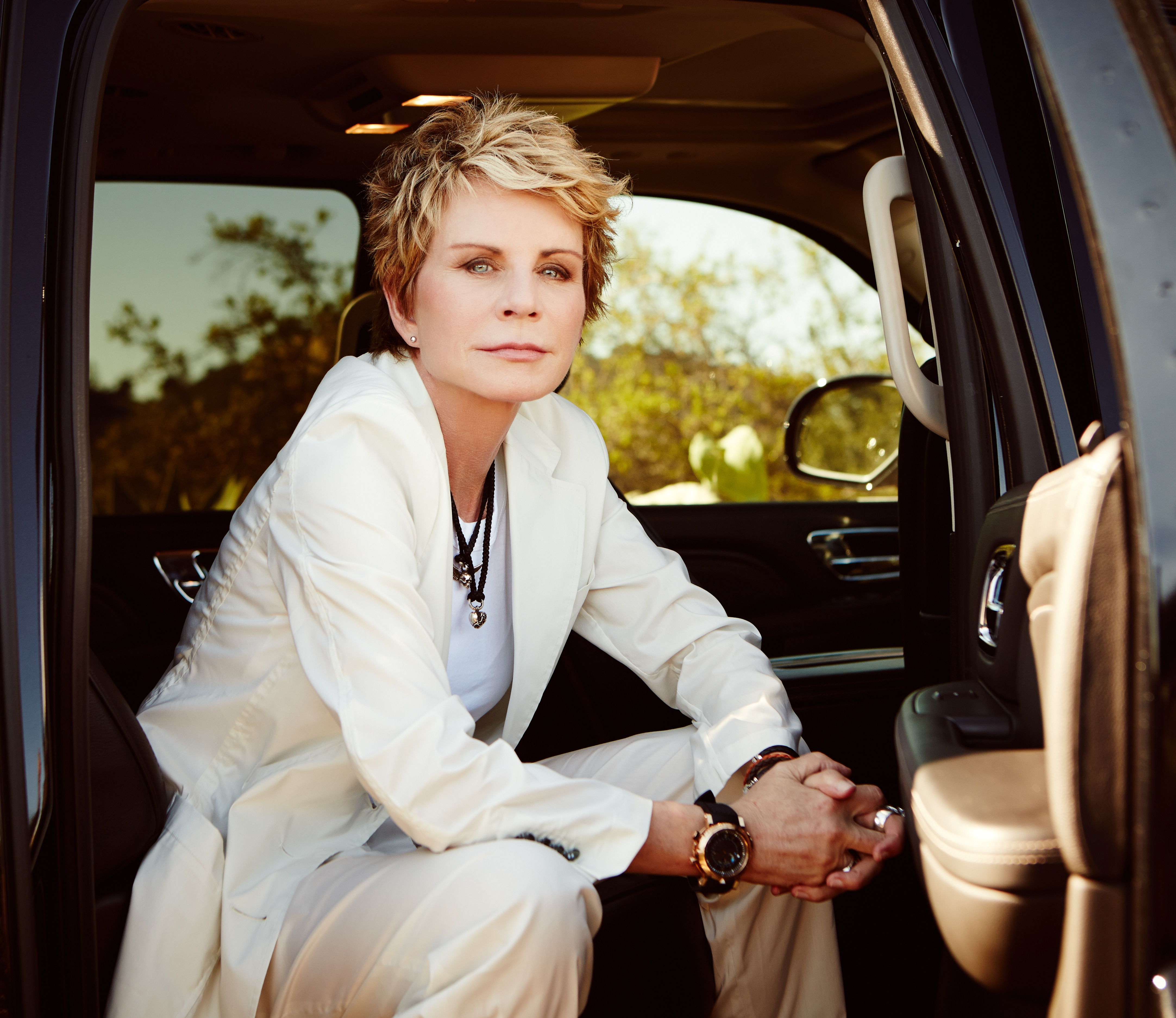
Патрисия Корнуэлл

Гипотеза о причастности Сикерта к преступлениям обрела новую жизнь в начале XXI века в книгах писательницы и криминалиста Патрисии Корнуэлл. Среди новых аргументов, которыми она доказывала свою версию, оказалась серия из нескольких близких по содержанию и атмосфере мрачных картин и подготовительных рисунков к ним, написанных Сикертом в 1908—1909 годах. По мнению Корнуэлл, они имеют сходство с обстоятельствами убийств 1888 и 1907 годов в Лондоне. На картинах были изображены обнажённые женщины, на одних живые, а на других, возможно, — мёртвые, а рядом — мужчина, который, как подразумевается, является их убийцей. Серия носит название «Убийствo в Кэмден-Тауне», по названию столичного района, где жил художник, рядом с которым совершал свои преступления Джек-потрошитель в 1888 году, и в котором в 1907 году также была убита проститутка Эмили Диммок. Некоторые из этих картин сам художник озаглавил «Убийство в Кэмден-Тауне», при этом каждая в отдельности имеет и другое название, например, «Что нам делать, чтобы расплатиться с арендной платой?» (англ. «What Shall We Do for the Rent?»). Было замечено, что на кэмден-таунских картинах некоторые детали (предметы интерьера, позы лежащих женщин) напоминают отчёты полицейских и медицинских экспертов о преступлениях Джека-потрошителя, которые тогда ещё не стали достоянием широкой общественности и могли быть известны поэтому только убийце. Психологи утверждают, что серийные убийцы пытаются сохранить некий предмет на память о совершённом преступлении. Картины Сикерта в данном случае могут восприниматься как аналог подобной привычки. Корнуэлл отказалась от теории заговора королевской семьи и считала Сикерта серийным убийцей-одиночкой.

### Гипотеза Патрисии Корнуэлл и картина «Спальня Джека-потрошителя»
Доктор философии по истории Дрю Грэй, преподаватель факультета искусств, науки и технологии Нортгемптонского университета и член Королевского исторического общества, автор трёх книг по истории преступности в XVIII и XIX веках, отмечал, что в системе аргументов Патрисии Корнуэлл картины Сикерта «Спальня Джека-Потрошителя» и «Убийство в Кэмден-Тауне» занимают чрезвычайно важное место.
В начале 2002 года Говард Смит, куратор Художественной галереи Манчестера, обратился к писательнице Патрисии Корнуэлл, готовившей к выпуску в печать книгу «Джек-потрошитель. Кто он? Портрет убийцы». Он хотел узнать, известно ли ей, что в 1908 году художник Сикерт, кроме уже широко известных картин кэмден-таунского цикла, написал ещё и картину «Спальня Джека-потрошителя» (которая тогда не соотносилась с кэмден-таунской серией художника и была плохо известна даже специалистам). В 1980 году, когда картина была передана галерее, как утверждает Корнуэлл, куратор Джулиан Трейерс сообщил об этом доктору искусствоведения профессору Венди Бэрон, специалистке по творчеству Сикерта. «Нам только что вручили в дар две картины Сикерта, написанные маслом», — написал он ей 2 сентября 1980 года. Бэрон ответила ему только через месяц. Она утверждала, что комната, изображённая на картине, представляет собой спальню в доме на Морнингтон Кресент, 6 в Кэмден-Тауне, где Сикерт снимал два верхних этажа после возвращения в Лондон из Франции в 1906 году. Бэрон отмечала, что дом в Кэмден-Тауне, по убеждению художника, являлся жилищем Джека-потрошителя в 80-е годы XIX века. Сама Корнуэлл предполагает, что Сикерт мог иметь тайное убежище по этому адресу во время совершения серийных убийств — в 1888 году, а поселился официально только в начале XX века. В 1907 году в миле от его дома была найдена проститутка с перерезанным горлом, что Корнуэлл считает ещё одним доказательством преступных наклонностей Сикерта.
По словам Патрисии Корнуэлл, позднее Сикерт рассказывал друзьям о том, что однажды он поселился в доме, хозяйка которого утверждала, что именно здесь жил Джек-потрошитель. Она считала Потрошителем болезненного студента-ветеринара, который позже оказался в психиатрической лечебнице. Домовладелица сообщила Сикерту имя этого человека, а художник записал его на странице мемуаров «История моей жизни» Джакомо Казановы, которые он тогда читал. Книга затерялась в годы Второй мировой войны. В 2017 году Корнуэлл опубликовала вторую книгу о Сикерте, которого она продолжает считать Потрошителем — «Потрошитель: Секретная жизнь Уолтера Сикерта» (англ. «Ripper: The Secret Life of Walter Sickert»).

## Характеристика картины художественными критиками, культурологами и криминалистами

### Картина в работах искусствоведов и культурологов
Британский искусствовед Венди Бэрон, упоминаемая в книгах Корнуэлл, включила в свою книгу 2006 года «Сикерт: Полотна и рисунки» (англ. «Sickert: Paintings and Drawings») информацию об этой картине, но не поместила её фотографию, что является редким исключением в этом фундаментальном исследовании. Версия создания картины в этой книге, выдвинутая искусствоведом, несколько отличается от изложенной Корнуэлл. Бэрон утверждает, что картина изображает интерьер спальни на первом этаже в задней части дома на Морнингтон Кресент. По её мнению, именно само название картины привело к слабо обоснованной с научной точки зрения теории, что картина была признанием Сикерта в том, что именно он и был Джеком-потрошителем.
Бэрон несколько по иному описывает и интерпретирует разговор художника с домохозяйкой. Она пишет, что когда Сикерт пришёл в этот дом, чтобы арендовать здесь квартиру, хозяйка (некая миссис Луиза Джонс) высказала ему свои подозрения в отношении одного из прежних жильцов этой квартиры. Луиза Джонс допускала, что он был Джеком-потрошителем. По мнению Венди Бэрон, это была обычная история подозрительной домохозяйки — её молодой жилец уходил вечером в те дни, когда совершались преступления, а возвращался только на рассвете. После того, как он покинул Лондон, якобы прекратились и убийства. Домохозяйка назвала Сикерту имя постояльца, которое он написал на форзаце какой-то книги, позже он одолжил книгу своему другу — художнику Альберту Даниэлю Ротенштейну, который впоследствии потерял её. Таким образом, записанное в книге имя было утрачено.
Трактовки замысла автора различны. Венди Бэрон считает, что художник подошёл к созданию картины как режиссёр к постановке спектакля — тщательно подготовленный реквизит искусно скомпонован в интерьере, атмосфера готовит зрителя к драматичному повествованию, которое в нём позже развернётся. Бэрон предположила, что сначала могла появиться картина, а уже затем, отталкиваясь от атмосферы этого полотна, художник придумал ей название. Патрисия Корнуэлл, напротив, настаивает:

Сикерт всегда рисовал, гравировал и писал только то, что видел. Это широко известный факт. Он рисовал тележку, которая как две капли воды похожа на ту, что я увидела в музее лондонской полиции. Эта картина не подписана, на ней нет даты. Сикерт написал только: «Тележка. Улица Сен-Жан, Дьепп».— Патрисия Корнуэлл. Джек Потрошитель. Кто он? Портрет убийцы

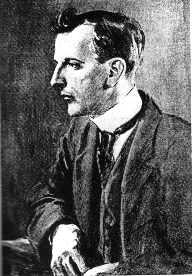
Художник Роберт Вуд, подозреваемый в убийстве проститутки в Кэмден-Тауне

Венди Бэрон отмечала в монографии о творчестве художника, что Сикерт снял квартиру на Морнингтон Кресент осенью 1905 года. В течение следующего года он писал сцены в спальне своей квартиры. В интерьерах этих картин всегда присутствуют жалюзи над окном, комод с овальным зеркалом и кровать, расположенная параллельно плоскости картины. К известным в настоящее время полотнам этой группы, кроме «Спальни Джека-потрошителя», она отнесла ещё две картины: «Обнажённая с Морнингтон Кресент. Против света» (1905—1906) и «Морнингтон Кресент. Обнажённая перед зеркалом» (искусствовед не датировала эту картину). К таким же выводам пришла и Патрисия Корнуэлл, которая писала, не упоминая названия конкретных картин: «он обычно писал в этом арендованном помещении в 1907 году обнажённых [натурщиц] на кровати».
Доктор философии Джо Никелл, получивший известность критикой сенсационных скоропалительных теорий, писал, что не видит в картине «Спальня Джека-потрошителя» ничего, что могло бы указывать на причастность её автора к преступлениям. Само изображение на полотне он охарактеризовал как «просто интерьер спальни по адресу Морнингтон Кресент 6 в Кэмден-Тауне, квартира на двух верхних этажах, которую Сикерт арендовал в 1906 году после возвращения в Лондон из Франции». О книге Патрисии Корнуэлл Никелл высказался кратко, процитировав рецензию в газете New York Times: «эта книга — обвинение, а не расследование» (англ. «this book is a prosecution, not an investigation»). Он также заявил, что Корнуэлл расправляется «с жизнью и репутацией бедного Сикерта, как настоящая Пэт-потрошительница».
По мнению доктора философии, преподавателя Школы истории искусства Сент-Эндрюсского университета Уильяма Рафа, Сикерт «определённо инсценировал спальню убийцы в картине» «Спальня Джека-Потрошителя» (само полотно исследователь датировал временем около 1908 года). При этом Раф не сомневался, что на картине изображена собственная спальня Сикерта в Морнингтон Кресент. Помимо названия (и рассказа домохозяйки, с которым оно связано), с его точки зрения, картина не имеет никакого отношения к убийствам Потрошителя. Раф обращал внимание, что только одна жертва Потрошителя (Мэри Джейн Келли) была убита в своём доме. Как пример провоцирования окружающих Сикертом Раф приводил случай, описанный современницей художника писательницей и скульптором Ниной Хэмнетт. У Сикерта был манекен в рост человека и железная кровать с розовым покрывалом. Он говорил, что они напоминали ему убийство в Кэмден-Тауне. Однажды он уложил манекен на кровать «в довольно опасном положении», сел рядом, обняв его за шею, и стал ждать гостей. Гости были шокированы, когда увидели эту необычную композицию.
Менеджер коллекции произведений искусства в Национальном музее Уэльса, доктор философии по кинематографии Клер Смит обращала внимание, что, хотя версия о Уолтере Сикерте — Джеке-потрошителе достаточно широко распространена, он никогда не представал в каком-либо художественном фильме в качестве серийного убийцы. Смит делала вывод, что в общественном сознании зло может ассоциироваться с врачом или аристократом, но не с художником. Тем не менее обыватель легко представляет деятеля искусства аморальным. Клер Смит воспринимала создание картины как одно из многих свидетельств сохранявшегося в Британии на протяжении многих десятилетий интереса общества к делу Джека-потрошителя. В 1908 году (именно так она датировала картину) художник Уолтер Ричард Сикерт написал полотно «Спальня Джека-Потрошителя», на котором изображена предполагаемая спальня убийцы. При этом, автор книги утверждала, что без названия эта картина могла бы изображать любую спальню представителя британского среднего класса в любом доме, предназначенном для проживания человека, обладающего данным социальным статусом.
Анализ картины «Спальня Джека-потрошителя» присутствует в новой книге выпускника Оксфордского университета, специализирующегося на жизнеописаниях британских деятелей искусства, Мэтью Стёрджиса «Уолтер Сикерт: Биография». Стёрджис с иронией писал о картине, что Сикерт назвал «один из самых грязных из своих интерьеров на Морнинг Крисчент „Спальня Джека-потрошителя“». По его словам, «название определённо придавало довольно унылой картине новый драматический оттенок». Именно с этой картины Сикерт, с точки зрения его биографа, начал понимать возможности конъюнктуры. Продолжил эту тенденцию художник в серии «Убийство в Кэмдэн-Тауне». Название связывало двухфигурные композиции в спальне с недавним убийством Эмили Диммок. Возникла даже версия, которую поощрял сам Сикерт, что подозреваемый в убийстве Роберт Вуд якобы позировал для нескольких изображений серии. На самом деле, как подчёркивал Мэтью Стёрджис, ни одна из картин, которым художник впоследствии дал название «Убийство в Кэмден-Тауне», не соответствует известным в настоящее время обстоятельствам этого убийства. Художественный критик Вальдемар Янущак, дважды обладатель награды «Критик года» Великобритании, ещё за четыре года до выхода книги Стёрджиса в статье в еженедельной газете The Sunday Times писал, что Сикерт, по его словам, «хитрый наблюдатель человеческих слабостей нашёл способ привлечь внимание к своему искусству». Давая своим картинам провокационные названия, Сикерт ввёл в заблуждение почитателей своего творчества, приняв на себя обвинения в реальных убийствах.

### Картина в работах криминалистов
Сотрудник канадской полиции инспектор Ларри Уилсон считал, что многие из картин Сикерта должны были шокировать обывателей его времени. К таким картинам он относил, в частности, серию картин, известную как «Убийство в Кэмден-Тауне». По его словам, эта серия была вдохновлена реальным случаем: проститутка, работавшая неполный рабочий день, была найдена убитой в собственной постели с перерезанным горлом в сентябре 1907 года. Ещё одной подобной картиной, рассчитанной на шокирование публики, он считал полотно «Спальня Джека-потрошителя» (Уилсон датировал его 1908 годом), которое, с его точки зрения, было навеяно рассказом домохозяйки художника. Уилсон отмечал, что Сикерт вернулся в Лондон в 1905 году из Франции. В столице Великобритании он проживал по разным адресам, среди них и Морнингтон Кресент 6 в Кэмден-Тауне. Уилсон, как и другие исследователи, считал, что именно там художник написал свою картину «Спальня Джека-потрошителя». Уилсон обращал внимание, что Кэмден-Таун находится всего примерно в пяти милях от Уайтчепела, где совершал свои убийства Джек-потрошитель.
Криминалист и писатель Р. Барри Флауэрс писал о вполне вероятной неразборчивости Сикерта в сексуальных отношениях и использовании им проституток в качестве натурщиц. В какой-то момент, по мнению Флауэрса, Сикерт «был очарован убийствами Джека-потрошителя проституток в Уайтчепеле» и своим «поселением в комнате, в которой якобы когда-то останавливался Потрошитель». Картина Сикерта, которую он назвал «Спальня Джека-Потрошителя», на взгляд автора книги, изображает мрачную комнату, которую можно было представить как место проживания серийного убийцы. Флауэрс писал, что большинство историков отвергают представление о Сикерте как Потрошителе или соучастнике его убийств. Главным доказательством невиновности Сикерта он считал, что художник находился во Франции в период, когда Потрошитель нападал на проституток в Ист-Энде. Флауэрс упоминал, что статья в Оксфордском национальном биографическом словаре 2004 года называла предположение о виновности Уолтера Сикерта в убийствах «фантазией». Биограф Сикерта Мэтью Стёрджис осторожно оговаривался, что спустя 150 лет невозможно детально установить хронологию молодости художника, но сам он, на основе писем Сикерта, сделал вывод, что два месяца осенью 1888 года живописец провёл во Франции, путешествуя от Парижа до Нормандии с матерью и братьями. Убийства в Лондоне в это время продолжались.

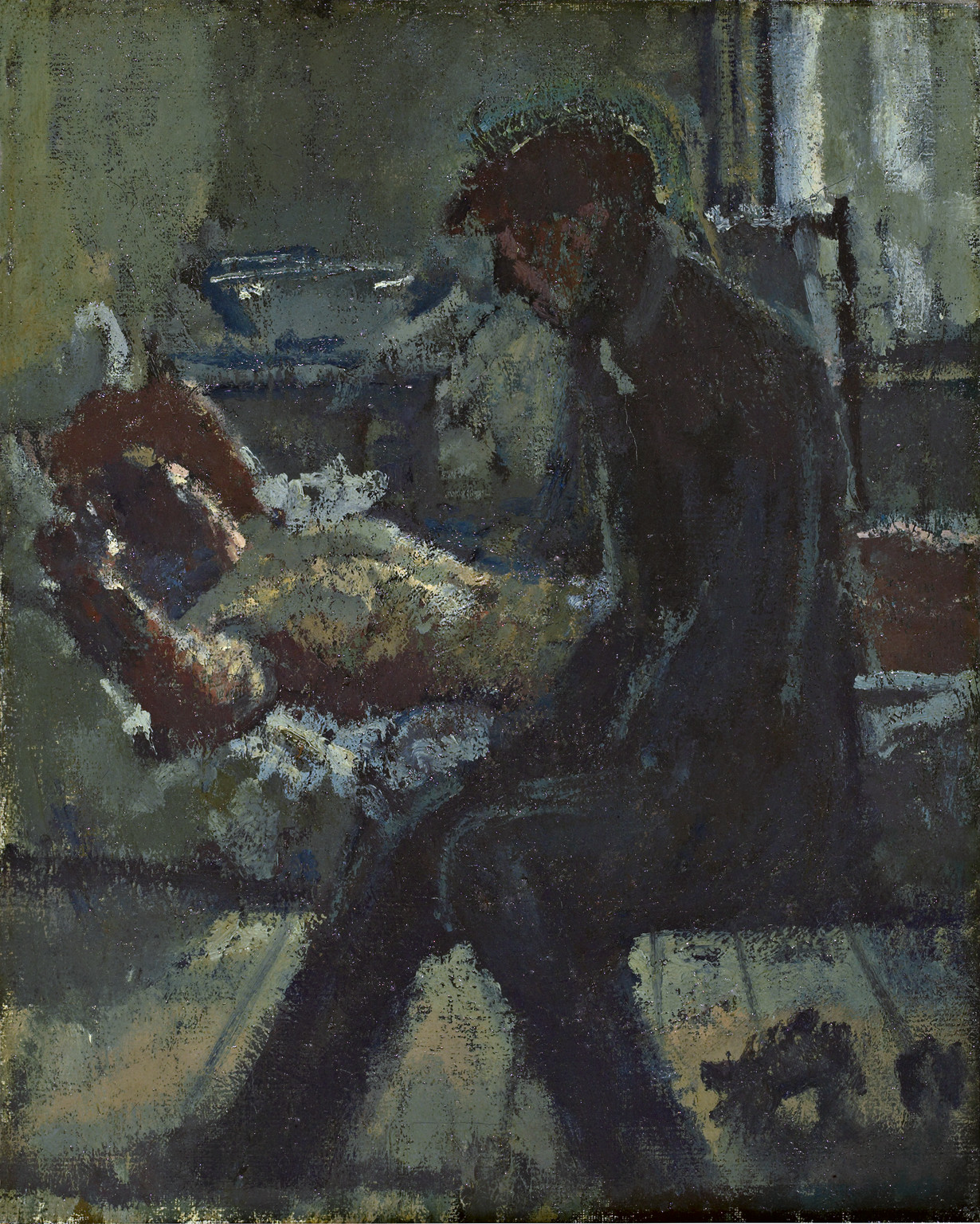
Уолтер Сикерт. Летний полдень (Что нам делать, чтобы расплатиться с арендной платой?), 1907—1909
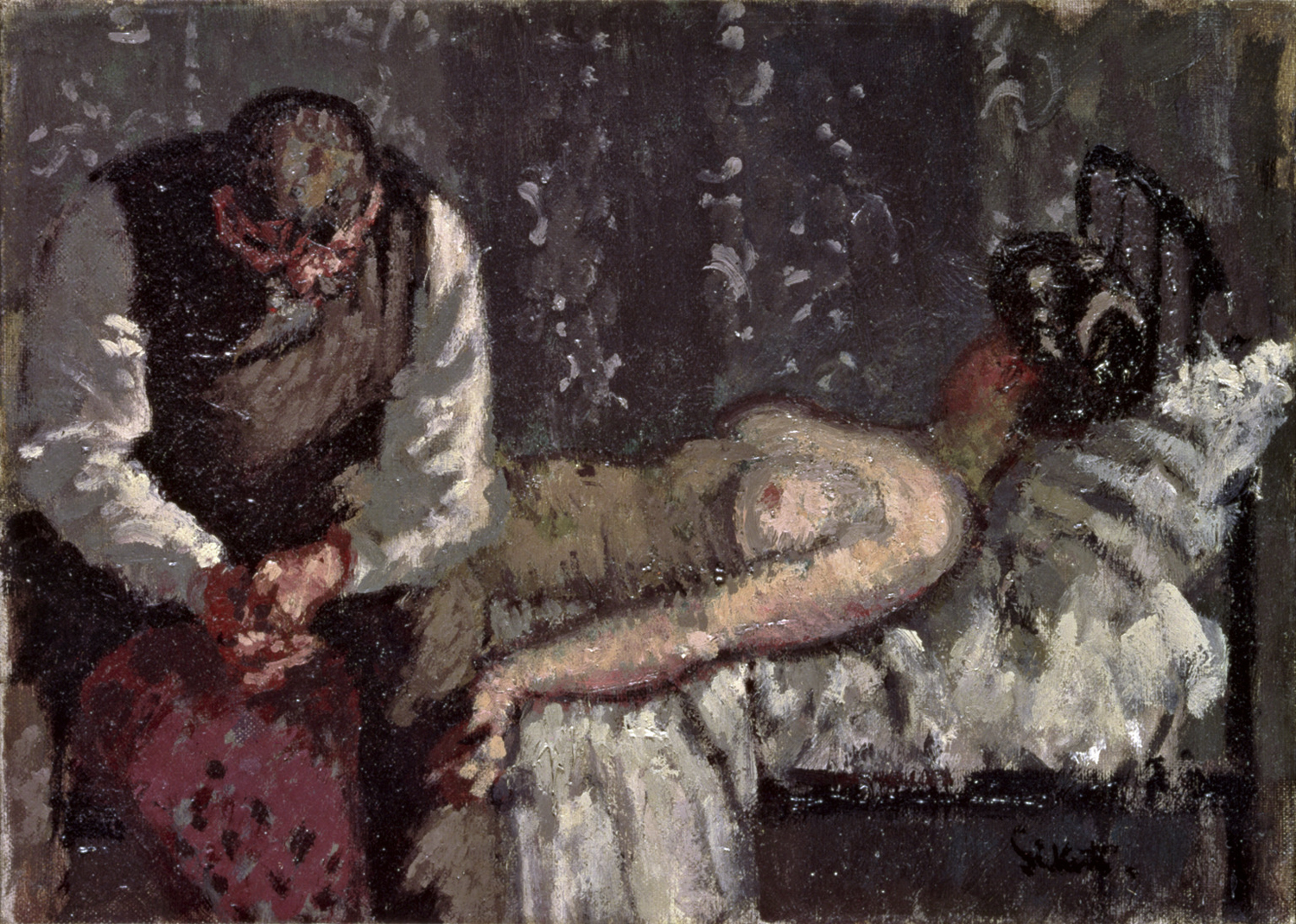
Уолтер Сикерт. Убийствo в Кэмден-Тауне (Что нам делать, чтобы расплатиться с арендной платой?), 1908
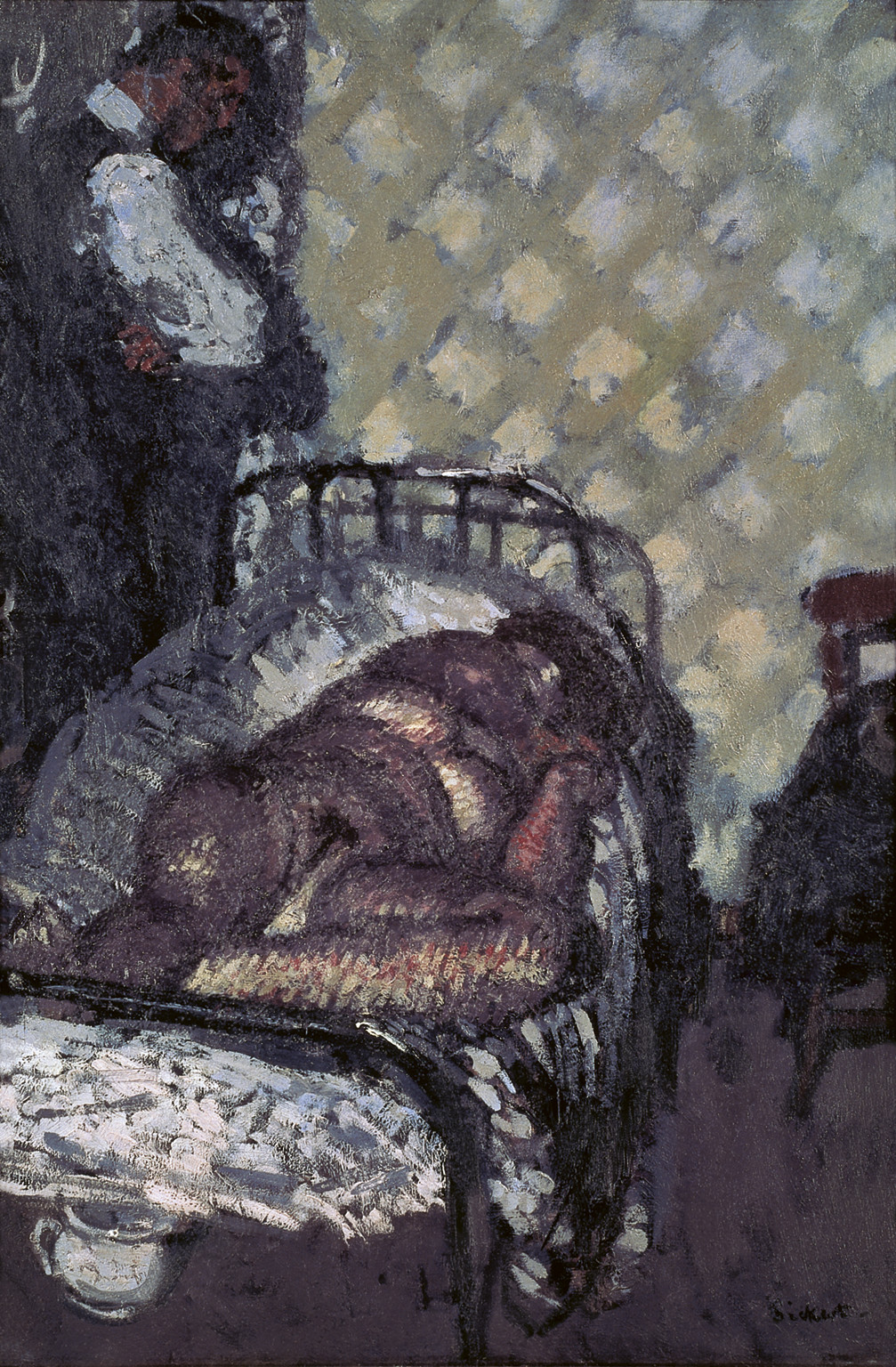
Уолтер Сикерт. Кэмден-таунское дело, 1909

## История домохозяйки Сикерта в британской культуре
Уильям Раф в диссертации на соискание учёной степени доктора философии по истории искусства писал, что рассказ о комнате, в которой проживал Джек-потрошитель, и которую впоследствии Сикерт взял в аренду, был «одним из любимых анекдотов» художника. В наиболее подробной версии этого рассказа, принадлежавшей писателю Осберту Ситуэллу, загадочный постоялец, худой, молчаливый и страдающий от чахотки, останавливался в этой комнате в 1888 году, когда Потрошитель совершал убийства. Молодой человек, учившийся на ветеринара, обычно выходил из дома ближе к ночи. Часто его не было всю ночь и он появлялся только утром к 6 часам. После его возвращения хозяйка и её муж слышали, как он расхаживает по комнате. Спустя некоторое время он снова выходил из дома, чтобы купить утренние газеты. Однажды домохозяева заметили, что он сжёг один из своих костюмов в камине. Охваченные беспокойством, они стали размышлять о необходимости сообщить об этом в полицию. Однако, прежде чем они смогли это сделать, молодой человек заболел. Мать-вдова отвезла его в Борнмут, где он умер через три месяца. После отъезда жильца из Лондона убийства Потрошителя прекратились. Узнал об этой истории от домохозяйки Сикерт только спустя несколько месяцев после поселения в этой квартире.
Спросив имя молодого ветеринара у владелицы квартиры, Сикерт написал его карандашом на полях французского издания мемуаров итальянского авантюриста XVIII века Джакомо Казановы, которые читал в то время. Сам Сикерт утверждал, что отдал книгу Уильяму Ротенштейну. Осберт Ситуэлл написал его супруге письмо с просьбой сообщить судьбу книги. Ни она, ни сам Уильям Ротенштейн не сумели даже понять, о какой книге идёт речь. Поговорив с миссис Сикерт, Ситуэлл узнал от неё, что муж ей называл не Уильяма, а Альберта Ротенштейна. Выяснилось, что это действительно был он. Ротенштейн сообщил, что потерял книгу во время бомбардировки Лондона. В книге было несколько карандашных заметок на полях, сделанных почерком Сикерта, но их было сложно расшифровать.
По утверждению писателя Эдварда Марша, Мэри Аделаид Беллок Лаундз услышала эту историю от Сикерта и использовала её в качестве сюжетной основы для своего рассказа «Жилец». Эту информацию Маршу сообщил сам художник в загородном имении Уинстона Черчилля, которого он обучал живописи, Чартуэлл. Сикерт даже прибавил, что «если бы он не пошел на званый обед, где сидел рядом с ней [писательницей], не было бы ни романа, ни пьесы, ни фильма!». Уильям Раф обращал внимание, что в рассказе Лаундз выведен женоненавистник с загадочным именем «мистер Сыщик» (англ. Mr Sleuth). Раф считал, что оно перекликается с именем «мистер Немо» (англ. Mr Nemo), которым когда-то ливерпульская газета назвала юного Сикерта, сыгравшего сразу несколько второстепенных ролей в постановке пьесы Уильяма Шекспира «Генрих V». Раф, правда, отмечал, что сама Лаундз (об этом свидетельствует её запись в дневнике от 9 марта 1923 года), хотя и признавала, что услышала историю жильца из чужих уст, называла её рассказчиком вовсе не Сикерта: «я услышала, как мужчина рассказывал женщине на званом обеде, что у его матери был дворецкий и повар, который с супругой содержал квартирантов. Они были уверены, что Джек-потрошитель провёл ночь под их крышей».
Рассказ Лаундз впервые был опубликован в январе 1911 года, а в 1913 году она переработала его в роман. В 1916 году британским зрителям была представлена пьеса «Кто он?». Пьеса была инсценировкой романа Мэри Аделаид Беллок Лаундз «Жилец». Это была мелодрама, в основе которой были подозрения домовладелицы о причастности её квартиранта к серии убийств в стиле Джека-потрошителя. Уже в 1917 году пьеса была представлена в Нью-Йорке, где она была сыграна на Бродвее. Позднее режиссёр Альфред Хичкок использовал книгу Лаундз для сценария своего фильма 1927 года «Жилец: история лондонского тумана».